# Павловская (Явенгский сельсовет)
Павловская — деревня в Вожегодском районе Вологодской области.
Входит в состав Явенгского сельского поселения, с точки зрения административно-территориального деления — в Явенгский сельсовет.
Расстояние до районного центра Вожеги по автодороге — 25 км, до центра муниципального образования Базы по прямой — 5 км. Ближайшие населённые пункты — Козлово, Турабовская, Большая Назаровская.
По переписи 2002 года население — 2 человека.